# Frances Ha
Frances Ha é um filme de comédia de 2012 dirigido por Noah Baumbach e roteirizado por Baumbach e a atriz principal do filme Greta Gerwig. O filme recebeu elogios da crítica, e participou do Festival de Berlim.

## Sinopse
Frances (Greta Gerwig) divide um apartamento em Nova York com Sophie (Mickey Sumner), sua melhor amiga. Brincalhona e com ar de quem não deseja crescer, ela recusa o convite do namorado para que more com ele justamente para não deixar Sophie sozinha. Entretanto, a amiga não toma a mesma atitude quando surge a oportunidade de se mudar para um apartamento melhor localizado, mesmo que isto signifique que ela e Frances passem a morar em locais diferentes. A partir de então tem início a peregrinação de Frances em busca de um novo lugar que se adeque às suas finanças, já que ela é apenas aluna em uma companhia de dança à espera de uma chance de integrar o grupo de bailarinos que encenará o espetáculo de Natal. Mesmo diante das dificuldades, Frances tenta manter o alto astral diante os problemas que a vida adulta traz.

## Elenco
- Greta Gerwig – Frances Halladay
- Mickey Sumner – Sophie
- Adam Driver – Lev
- Charlotte d'Amboise – Colleem
- Michael Esper – Dan
- Grace Gummer – Rachel
- Patrick Heusinger – Patch
- Michael Zegen – Benji
- Justine Lupe – Nessa